# آرثر اندروز (لاعب كرة قدم)
آرثر اندروز (بالإنجليزية: Arthur Andrews)‏ (12 يناير 1903 - 1971) هو لاعب كرة قدم بريطاني (وحمل سابقاً جنسية المملكة المتحدة لبريطانيا العظمى وأيرلندا) في مركز الدفاع. لعب مع نادي بليث سبارتانز.